# Central Valley
Central Valley és una població dels Estats Units a l'estat de Nova York. Segons el cens del 2000 tenia 1.857 habitants.

## Demografia
Segons el cens del 2000, Central Valley tenia 1.857 habitants, 656 habitatges, i 509 famílies. La densitat de població era de 268,5 habitants/km².
Dels 656 habitatges en un 38,3% hi vivien nens de menys de 18 anys, en un 66,3% hi vivien parelles casades, en un 9% dones solteres, i en un 22,3% no eren unitats familiars. En el 17,5% dels habitatges hi vivien persones soles el 6,6% de les quals corresponia a persones de 65 anys o més que vivien soles. El nombre mitjà de persones vivint en cada habitatge era de 2,83 i el nombre mitjà de persones que vivien en cada família era de 3,22.
Per edats la població es repartia de la següent manera: un 26,7% tenia menys de 18 anys, un 6,7% entre 18 i 24, un 30,4% entre 25 i 44, un 25,1% de 45 a 60 i un 11,1% 65 anys o més.
L'edat mediana era de 37 anys. Per cada 100 dones de 18 o més anys hi havia 97,4 homes.
La renda mediana per habitatge era de 69.167 $ i la renda mediana per família de 79.690 $. Els homes tenien una renda mediana de 51.890 $ mentre que les dones 36.829 $. La renda per capita de la població era de 29.205 $. Entorn de l'1,3% de les famílies i el 3,2% de la població estaven per davall del llindar de pobresa.